# Dąb Wielki
Dąb Wielki (niem. Groß Dembe) – osada letniskowa w Polsce położona w województwie kujawsko-pomorskim, w powiecie włocławskim, w gminie Włocławek, w pobliżu trasy drogi krajowej nr 62 i sztucznego zalewu włocławskiego na środkowej Wiśle.
W latach 1975–1998 miejscowość administracyjnie należała do województwa włocławskiego.